# Ecologische handafdruk
De ecologische handafdruk (of kortweg handafdruk) is een concept binnen de duurzaamheidsfilosofie dat de positieve impact van individuen of organisaties op hun omgeving beschrijft. De handafdruk groeit wanneer een individuele actie mensen doet nadenken over hun eigen impact. De handdruk verheft zo duurzame keuzes en gedrag tot de norm. Een ecologische voetafdruk verlagen is beperkt, een handafdruk vergroten is vrijwel oneindig. Het gaat om de positieve impact die een individu heeft op zijn omgeving; persoonlijke acties en/of gesprekken die invloed hebben op de houding of het gedrag van anderen.
In tegenstelling tot de ecologische voetafdruk, die de negatieve milieu-impact meet, focust de handafdruk op de bijdrage die men levert aan een duurzamere samenleving.
De ecologische handafdruk richt zich op de positieve invloed die mensen kunnen uitoefenen om duurzame gedragsverandering te stimuleren, niet alleen bij zichzelf maar ook bij anderen. Volgens onderzoek kan een handafdruk, vooral onder invloedrijke groepen, bijdragen aan het versnellen van de klimaattransitie. De handafdruk benadrukt het belang van collectieve actie en sociaal leiderschap in duurzaamheid.

## Geschiedenis
Het concept ontstond in de jaren 2000 als reactie op het eenzijdige perspectief van de ecologische voetafdruk. Het idee was om de nadruk niet alleen te leggen op het verminderen van de negatieve ecologische impact, maar ook op het vergroten van de positieve bijdragen die individuen en organisaties kunnen leveren aan duurzaamheid.
De term werd gepopulariseerd door verschillende organisaties die zich inzetten voor gedragsverandering en klimaatcommunicatie. In Nederland en Vlaanderen wordt het begrip sinds circa 2015 gebruikt in campagnes rond duurzaamheid en bewustwording. Organisaties zoals KlimaatGesprekken en KlimaatContact speelden hierin een belangrijke rol door gesprekken en trainingen te organiseren die gebaseerd zijn op klimaatpsychologie en gericht zijn op het bevorderen van duurzame gedragsverandering.
Internationaal werd de term later ondersteund door organisaties zoals Climate Outreach en Footprint Challenge, die zich eveneens richten op gedragsverandering en het vergroten van ecologische bewustwording.

## Toepassingen
Het begrip ecologische handafdruk wordt onder meer gebruikt in:
- Educatie en bewustwordingscampagnes rond duurzaamheid
- Duurzame bedrijfsvoering en maatschappelijk verantwoord ondernemen-strategieën
- Klimaatgesprekken en burgerinitiatieven
- Tools zoals de Footprint Challenge, die mensen aanmoedigen zowel hun voetafdruk te verkleinen als hun handafdruk te vergroten.[7]